# Ủy ban Phát thanh Trung ương Triều Tiên
Ủy ban Phát thanh Trung ương Cộng hoà Dân chủ nhân dân Triều Tiên (tiếng Triều Tiên: 조선중앙방송위원회; Hancha: 朝鮮中央放送委員會; Romaja: Joseon Jungang Bangsong Wiwonhoe; McCune–Reischauer: Chosŏn Chungang Pangsong Wiwŏnhoe), thường gọi Uỷ ban Phát thanh Trung ương và Đài Trung ương Triều Tiên (tiếng Triều Tiên: 조선중앙방송; Hancha: 朝鮮中央放送; Romaja: Joseon Jungang Bangsong; McCune–Reischauer: Chosŏn Chungang Pangsong), là một nhà đài truyền thông nhà nước của Bắc Triều Tiên.
Uỷ ban hoạt động dưới sự điều hành của Nội các Cộng hòa Dân chủ Nhân dân Triều Tiên, nhưng các nhân sự do Bộ Tuyên truyền và Cổ động Triều Tiên (PAD) của Đảng Lao động Triều Tiên lựa chọn và bổ nhiệm. PAD cũng là đơn vị giao nhiệm vụ cho Uỷ ban. Hwang Yong-bo là Chủ tịch Uỷ ban.
Uỷ ban có trụ sở đặt tại Chonsung-dong, quận Moranbong, Bình Nhưỡng. Cơ quan này là thành viên của Hiệp hội Phát thanh Truyền hình châu Á-Thái Bình Dương.